# 平壤金元均音樂大學
金元均音乐大学（朝鲜语：／），原名平壤音樂大學（평양음악대학）。為了紀念朝鮮作曲家金元均，朝鮮領導人金正日於2006年5月指示改為現名。這所大學位於朝鮮平壤市大同江畔紋綉街。校園佔地面積達4萬多平方米，有主樓、七層教學樓，並附有800多個座位的音樂廳和配套建築。約於2005年9月起初次招生。校長為李一南。